# Hockey Femminile Mori Villafranca
L'Hockey Femminile Mori Villafranca è una società di hockey su prato con sede a Mori (TN) e stadio a Villafranca (VR).
Nel 2003-04 ha centrato quello che in gergo calcistico anglosassone viene definito Treble vincendo lo scudetto Prato, lo scudetto Indoor e la Coppa Italia. In tutti e tre i casi si trattava del primo successo della società.

## Albo d'oro
- Scudetto: 3

2003-04, 2005-06, 2007-08
- Scudetto indoor: 3

2003-04, 2004-05, 2006-07
- Coppa Italia: 2

2003-04, 2008-09